# Nykøbing-Rørvig
 Nykøbing-Rørvig  is een voormalige gemeente in Denemarken. De oppervlakte bedroeg 39,99 km². De gemeente telde 7610 inwoners waarvan 3692 mannen en 3918 vrouwen (cijfers 2005). Nykøbing-Rørvig telde in juni 2005 175 werklozen. Er waren 2746 auto's geregistreerd in 2004.
Na de herindeling van 2007 werden de gemeentes Dragsholm, Nykøbing-Rørvig en Trundholm bij de gemeente Odsherred gevoegd.